# Koenigia delicatula
Koenigia delicatula är en slideväxtart. Koenigia delicatula ingår i släktet dvärgsyror, och familjen slideväxter.

## Underarter
Arten delas in i följande underarter:
- K. d. delicatula
- K. d. relicta